# Lago Strobel
Il lago Strobel è un lago del dipartimento di Río Chico, nella provincia di Santa Cruz, in Argentina. Occupa una superficie di circa 65 km².